# Interim augsburskie

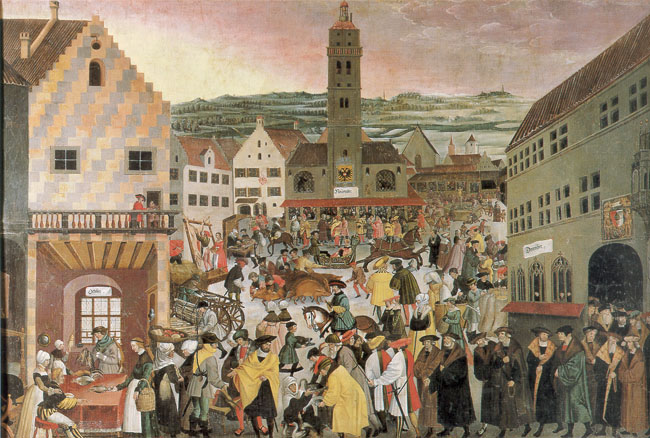
Augsburg w 1550 r. Obraz autorstwa Heinricha Vogtherra Młodszego.

Interim augsburskie – tymczasowy dekret cesarza Karola V Habsburga ogłoszony 15 maja 1548 roku, przyjęty na Sejmie Rzeszy (niem. Reichstag) w Augsburgu 30 czerwca tegoż roku. Stanowił próbę uregulowania kwestii religijnych w Cesarstwie po przegranej przez obóz ewangelicki I wojnie szmalkaldzkiej. Przyjęte wówczas postanowienia nie zadowalały ani katolików, ani ewangelików i ostatecznie nie zostały zrealizowane.
Po zwycięskiej dla cesarza wojnie, sejm w Augsburgu postanowił w 1547 roku, że należy przyjąć tymczasowe porozumienie w kwestiach religijnych, które będzie obowiązywało do zakończenia obrad soboru trydenckiego. W lutym 1548 roku cesarz powołał komisję złożoną z przedstawicieli obu wyznań, która jednak nie była w stanie osiągnąć porozumienia. Ostatecznie, na polecenie cesarza, dokument teologiczny opracowali biskup Naumburga Julius von Pflug, biskup pomocniczy Moguncji Michael Helding i Johannes Agricola, nadworny kaznodzieja elektora Joachima z Brandenburgii. Dekret został następnie przejrzany przez hiszpańskich zakonników i potajemnie dostarczony protestanckim elektorom i wysokim dostojnikom rzymskokatolickim.
Interim augsburskie składało się z dwudziestu sześciu artykułów, które prezentowały naukę katolicką, pozostawiając ewangelikom Wieczerzę Pańską pod dwiema postaciami i dopuszczenie zawierania małżeństw przez duchownych. Postanowienia dekretu wzbudziły silny sprzeciw w obozie protestanckim. Cesarz próbował siłą wcielić jego postanowienia na południu, północ stawiała opór. Próbując rozwiązać konflikt Maurycy Wettyn z Saksonii zaproponował własną wersję kompromisu, nazwaną Interim lipskim, która jednak nie zdobyła uznania.
Przegrana przez cesarza II wojna szmalkaldzka zmusiła go do zawarcia w Pasawie układu z Maurycym Saskim, który przywrócił wolność wyznania ewangelikom. Jego postanowienia potwierdził pokój augsburski z 1555 roku.